# Manejo holístico
En agricultura y ganadería se denomina manejo holístico (de ὅλος holos, palabra griega que significa todo, entero, total) a un sistema de planificación y toma de decisiones destinado a gestionar mejor los recursos agrícolas, de cara a obtener beneficios medioambientales, económicos y sociales de forma sostenible y regenerativa. Fue desarrollado por el ecólogo Allan Savory para revertir los procesos de desertificación a gran escala y mitigar los efectos del calentamiento global.
En 2010, el Centro Africano para gestión holística en Zimbabue designó a la 'Operación Esperanza' (Operation Hope: una prueba de concepto proyectada mediante la gestión integral holística) como ganadora del Desafío Buckminster Fuller (Buckminster Fuller Challenge) del 2010 por «reconocer iniciativas que requieren un pensamiento de comprensión y anticipatorio, así como un enfoque de diseño integral, que provoca un gran avance en cuanto al ser humano y la salud de los ecosistemas del planeta».

## Inicios
La idea de la introducción holística de pastoreos planificados comenzó en la década de 1960, cuando Allan Savory, un biólogo de vida silvestre en su país natal, Rodesia del Sur, se dispuso a entender la desertificación. Esto puede verse en el contexto de los movimientos ambientales a gran escala. Fuertemente influenciado por la obra de André Voisin y la ineficacia de las principales corrientes científicas de la época, Savory concluyó que la expansión de los desiertos, la pérdida de la vida silvestre y el empobrecimiento humano resultante, estaban relacionados con la reducción de los rebaños naturales de grandes herbívoros y el cambio en el comportamiento de los pocos rebaños restantes. El ganadopodría ser sustituido con el fin de proveer servicios ecosistémicos importantes, como los ciclos biogeoquímicos en la biomimesis de pastos y pastizales. Se había encontrado que mientras que los sistemas de pastoreo rotacional pueden funcionar para la gestión de diversos experimentos científicos, estos habían demostrado que no funcionan necesariamente con fines ecológicos específicos. Se necesita un plan de manejo adaptativo para la integración de la experiencia con la experimentación, así como lo social con lo biofísico, para proporcionar un marco más amplio para la gestión de los sistemas de pastizales. Ninguna de estas fuentes de conocimiento podría entenderse excepto en el contexto de la totalidad. La gestión holística fue desarrollada para satisfacer esta necesidad.

## Desarrollo
En muchas regiones, el pastoreo y el uso comunal de la tierra son los culpables de la degradación ambiental causado por el sobrepastoreo. Después de años de investigación y experiencia, Savory llegó a comprender esta afirmación era a menudo incorrecta, y que remover el ganado de la zona solía empeorarlo. Este concepto es una variación de la cascada trófica, donde los seres humanos son vistos como el depredador superior y la cascada parte de allí.

"Me ha fascinado, particularmente, el trabajo de un hombre extraordinario llamado Allan Savory, en Zimbabwe y otras áreas semi-áridas, quien ha argumentado en contra de la opinión de los expertos, los que aseguran que son las cabezas de ganado las que impulsan el pastoreo y causan que la tierra fértil se convierta en desierto. Por el contrario, como lo ha demostrado gráficamente, la tierra necesita la presencia de alimentación de los animales y sus excrementos para que el ciclo pueda ser completado, con esto, los suelos y las áreas de pastizales logran mantener su productividad. De tal manera que, si se toman herbívoros de la zona (tierra) y se encierran en grandes corrales de engorde (feedlots), la tierra muere."-Su Alteza Real el Príncipe de Gales (Carlos de Gales) de un discurso para el Congreso Mundial de la Naturaleza (IUCN World Conservation Congress).

Savory desarrolló un sistema de gestión flexible diseñado para mejorar los sistemas de pastoreo. El pastoreo holístico planificado es un método tomado de una serie de sistemas de gestión que simula el comportamiento natural del ganado (manadas) y ha demostrado su capacidad para mejorar los hábitats cercanos a los ríos, así como la calidad del agua; también enriquecen las condiciones de los pastizales, lo que beneficia al ganado que lo frecuenta y a la fauna silvestre, en lugar de ocasionar la degradación de la tierra como muchos otros sistemas lo hacen. El pastoreo holístico planeado es similar al pastoreo rotacional, pero se diferencia en que reconoce explícitamente y provee un marco de adaptación para cuatro procesos ecosistémicos básicos:el ciclo del agua, el ciclo mineral que incluye al ciclo del carbono, el flujo de energía en un ecosistema, y la dinámica de las comunidades (las relaciones entre los organismos de un ecosistema) igualando la importancia de la producción ganadera con la del bienestar social. Así, el contexto holístico en la etapa de planificación conduce a decisiones diferentes al tratar con esa complejidad. La gestión holística ha sido comparada con "un enfoque de la permacultura a la gestión de pastizales".[

## Usos
Aunque originalmente desarrollado como una herramienta para el uso del suelo bajo, y la restauración de tierras desertificadas, el sistema de gestión holística se puede aplicar a otras áreas con múltiples factores socioeconómicos y ambientales complejos. un ejemplo de esto es la GIRH (Gestión Integrada de Recursos Hídricos), que promueve la integración del sector en el desarrollo y la gestión de los recursos hídricos con el fin de garantizar que el agua se distribuya entre los diferentes usuarios de manera justa, para maximizar el bienestar económico y social sin comprometer la sostenibilidad de los ecosistemas vitales. En esencia, la gestión holística del agua considera a todos sus usuarios por igual, sean provenientes de la naturaleza o de la sociedad en general. Otro ejemplo es la restauración o recuperación minera. Un cuarto uso de la gestión holística se puede encontrar en algunas formas de siembra directa, cultivos intercalados y permacultura. El manejo holístico ha sido reconocido por el Departamento de Agricultura - Servicio de Conservación de los Recursos Naturales de los Estados Unidos (United States Department of Agriculture Natural Resources Conservation Service).

## Marco de toma de decisiones
El marco de gestión holística para la toma de decisiones utiliza seis pasos clave para guiar la gestión de los recursos:
1. Definir en su totalidad lo que se está administrando. Ningún área debe ser tratada como un sistema de un solo producto. Al definir el todo en conjunto, las personas serán más capaces de manejar situaciones específicas. Esto incluye la identificación de los recursos disponibles y el dinero, que el gerente tiene a su disposición.
2. Definir lo que quieres ahora y para el futuro. Establecer los objetivos, metas y acciones necesarias para producir la calidad de vida buscada, y lo que necesitams del medio ambiente para sostener la calidad de vida en el futuro.
3. Estar atento a los primeros indicadores de la salud del ecosistema. Identificar los servicios de los ecosistemas que tienen impactos profundos para las personas en entornos urbanos y rurales, así como encontrar una manera de controlarlos fácilmente. Uno de los mejores ejemplos de un indicador temprano en un entorno en mal funcionamiento son los parches de suelo desnudo. Un indicador de un buen funcionamiento es el brote de diversidad de plantas y el retorno o aumento de la vida silvestre.
4. No limite las herramientas de gestión que utiliza. Los ocho herramientas para la gestión de los recursos naturales son el dinero/trabajo, la creatividad humana, el pastoreo, el impacto de los animales, el fuego, el descanso, los organismos vivos y la ciencia/tecnología. Para tener éxito es necesario utilizar todas estas herramientas a la medida de su capacidad.
5. Poner a prueba las decisiones con preguntas diseñadas para ayudar a asegurar que todas las decisiones son social, ambiental y financieramente sólidas a corto y largo plazo.
6. Supervisar proactivamente, antes de que el sistema administrado sufra un desequilibrio. De esta manera el gerente puede tomar medidas correctivas de adaptación rápida, antes de perder los servicios de los ecosistemas. Siempre asumir que el plan es menos que perfecto y hacer uso un circuito de retroalimentación que incluya el monitoreo de los primeros signos de insuficiencia, el ajuste y la re-planificación, según sea necesario.

## Los cuatro principios
La gestión holística del pastoreo planificado posee cuatro principios clave que aprovechan la relación simbiótica entre las grandes manadas de animales de pastoreo, sus depredadores y los pastizales que los mantienen con vida:
1. La Naturaleza funciona como una comunidad holística con relaciones mutualistas entre las personas, los animales y la tierra. Si se elimina o cambia el comportamiento de cualquier especie clave, como los grandes rebaños de pastoreo, se tendrá un impacto negativo inesperado y de amplio alcance en otras áreas del entorno medioambiental.
2. Es absolutamente crucial que cualquier sistema de planificación agrícola sea lo suficientemente flexible para adaptarse a la complejidad de la naturaleza, ya que todos los ambientes son diferentes y constantemente cambiantes debido a las condiciones locales.
3. La cría de animales utilizando especies domésticas se puede utilizar para sustituir a las especies clave perdidas. Así, cuando se gestiona adecuadamente en una forma que imita la naturaleza, la agricultura puede sanar la tierra y hasta puede mejorar la vida silvestre, mientras que las personas se ven beneficiadas.
4. El tiempo es el factor más importante en la planificación del uso de la tierra. No sólo es crucial para entender el tiempo que la tierra puede ser usada para la agricultura y el periodo en el que esta debe descansar, es igualmente importante entender exactamente cuando y donde la tierra está lista para el uso o el descanso.

## La crítica
Una limitante para cualquier estrategia en el Manejo del recurso tierra es que los usuarios más poderosos económica y políticamente hablando, pueden cuantificar fácilmente y discutir sus necesidades. Es más difícil definir el valor económico de los servicios del ecosistema y, por tanto, los ecosistemas y las personas que más dependen de ellos para subsistir no tienen voz, por lo que a menudo son olvidadas. En teoría el marco del Manejo Holístico aborda esta cuestión, pero no siempre es apreciada como tal en el campo. Otra crítica común para el pastoreo holístico es que mientras que los agricultores y ganaderos de todo el mundo creen que funciona para ellos y a pesar de que incluso han recibido premios, la mayoría de los científicos importantes no han podido confirmar experimentalmente que los sistemas de pastoreo intensivos similares a los que están en el centro de la gestión holística muestran un beneficio, y afirman que los informes directivos de éxito son anecdóticos.